# Отто Генріх Варбург
О́тто Ге́нріх Ва́рбург (нім. Otto Heinrich Warburg; 8 жовтня 1883, Фрайбург, Баден — 1 серпня 1970, Західний Берлін) — син Еміля Варбурга, німецький біохімік, лікар і фізіолог, учень Ернста Фішера, лауреат Нобелівської премії з фізіології або медицини, член Лондонського королівського товариства. Один із видатних науковців XX століття у галузі цитології.

## Біографія
- Отто Варбург навчався хімії в Берліні у видатного науковця Ернста Фішера і в 1906 року захистив докторську дисертацію з хімії. Продовжив навчання у Людольфа фон Креля в Гейдельберзі і у 1911 — отримав ступінь доктора медицини.
- Між 1908 і 1914 роками працював на морській біологічній станції Неаполя (Stazione Zoologica). Дружба з директором цієї станції збереглася у нього на все життя.
- Під час Першої світової війни, служачи на фронті офіцером в уланському полку, заслужив орден Залізного хреста. Варбург був вдячний долі за цю можливість побачити справжнє життя поза академією.
- Ближче до кінця війни, коли кінець війни був очевидним, Альберт Ейнштейн, друг батька Отто, написав на прохання своїх друзів лист Отто, в якому просив того повернутися до академії, оскільки втратити такий талант було б трагедією для науки.

## Наукова робота і Нобелівська премія
Варбург вивчав окислювально-відновні процеси в живій клітині. Ним розроблені та удосконалені багато приладів і інструментів, методи дослідження біологічних об'єктів, які широко використовуються в хімії та фізіології. Варбург вивчав обмін речовин в клітинах пухлин, питання фотосинтезу і хімії бродіння.
За відкриття природи і функцій «дихальних ферментів» Варбургу була присуджена Нобелівська премія у 1931 році.

## Ракова гіпотеза
"Рак, на відміну від інших захворювань, має незліченну кількість вторинних причин виникнення. Але навіть для раку є всього одна
основна причина. Грубо кажучи, основна причина раку — це заміна дихання з використанням кисню в тілі нормальної клітини на інший тип енергетики — ферментацію глюкози " — цитата з лекції Отто Варбурга.

## Особисте життя
Після приходу нацистів до влади, життя Отто Генріха Варбурга було під загрозою не лише через його частково єврейське походження, а також через його гомосексуальні стосунки з Якобом Гейссом, з яким він жив і працював. Починаючи приблизно з 1918 року, Гейсс виконував різні обов'язки особистого помічника Варбурга, секретаря та адміністративного асистента.
Подружжя жило разом в елегантній віллі в Далемі, Берлін.